# Fontaine-Française
Fontaine-Française je naselje in občina v francoskem departmaju Côte-d'Or regije Burgundije. Leta 2007 je naselje imelo 947 prebivalcev.

## Geografija
Kraj leži v pokrajini Burgundiji 37 km severovzhodno od središča Dijona.

## Uprava
Fontaine-Française je sedež istoimenskega kantona, v katerega so poleg njegove vključene še občine Bourberain, Chaume-et-Courchamp, Dampierre-et-Flée, Fontenelle, Licey-sur-Vingeanne, Montigny-Mornay-Villeneuve-sur-Vingeanne, Orain, Pouilly-sur-Vingeanne, Saint-Maurice-sur-Vingeanne in Saint-Seine-sur-Vingeanne z 2.632 prebivalci.
Kanton Fontaine-Française je sestavni del okrožja Dijon.

## Zanimivosti
- klasicistični dvorec Château de Fontaine-Française iz sredine 18. stoletja, francoski zgodovinski spomenik,
- vodni mlin Moulin de Fontaine-Française iz 17. stoletja,
- vodnjak Fontaine Henri IV v spomin na bitko med poslednjo od francoskih verskih vojn (5. junij 1595), v kateri je francoski kralj Henrik IV. porazil vojski Španije in Katoliške lige.